# Girolamo Pollini
|  | Dieser Artikel oder Abschnitt wurde wegen inhaltlicher Mängel auf der Qualitätssicherungsseite der Redaktion Geschichte eingetragen (dort auch Hinweise zur Abarbeitung dieses Wartungsbausteins). Dies geschieht, um die Qualität der Artikel im Themengebiet Geschichte auf ein akzeptables Niveau zu bringen. Dabei werden Artikel gelöscht, die nicht signifikant verbessert werden können. Bitte hilf mit, die Mängel dieses Artikels zu beseitigen, und beteilige dich bitte an der Diskussion! |

Girolamo Pollini (* wahrscheinlich 1544 in Florenz; † 1. März 1611 in Incisa in Val d’Arno) war ein italienischer Dominikaner und Historiker.
Laut Ginevra Crosignani ist „Pollinis Ruhm hauptsächlich auf die Ausarbeitung eines Textes in der Volkssprache zurückzuführen, der die Lage der englischen Katholiken in den ersten zwanzig Jahren der Herrschaft Elisabeths I. schildert, also nachdem diese sich offen auf die protestantische Seite gestellt hatte.“ Das in fünf Bücher gegliederte Werk mit dem Titel Historia Ecclesiastica della Rivoluzione d’Inghilterra (etwa: Kirchengeschichte der englischen Revolution) erschien 1591 in Bologna. Pollini gilt als der bedeutendste italienische Autor, der in der Volkssprache über diese Entwicklungen zeitgenössisch berichtete. In England wurde das Werk als parteiisch und voreingenommen und als Beleidigung der englischen Nation und der Tudor-Dynastie verurteilt. Ein Bildnis des Autors wurde auf Wunsch der Königin in London öffentlich verbrannt.

## Schriften
- Storia ecclesiastica della rivoluzione d’Inghilterra, divisa in cinque libri. Ne’ quali si tratta di quello che è accorso in quell’isola […] Raccolta da diversi e graviss. scrittori […] dal r.p. fra Girolamo Pollini Fiorentino […] Divisa in capitoli per commodità di chi legge, co’ sommari di ciascun capitolo, e con una tavola delle cose più notabili. Giunti di Fiorenza, Bologna 1591 (Digitalisat).
- Vita della b. Margherita suora del terz’habito di san Domenico. Composta dal molto reverendo padre fra Girolamo Pollini lettor de’ Casi di Coscienza, nel convento di san Domenico di Castello del medesimo ordine. E raccolta dall’antiche scritture originali di quel convento, n Perugia, per Vincentio Colombara, 1601.